# Université nationale médicale Ivan-Horbatchevsky de Ternopil
L'université nationale médicale Ivan-Horbatchevsky de Ternopil (en ukrainien Тернопільський національний медичний університет імені І. Я. Горбачевського) est une université publique qui se trouve à Ternopil, dans l'Ouest de l'Ukraine.

## Histoire
Appellations précédentes

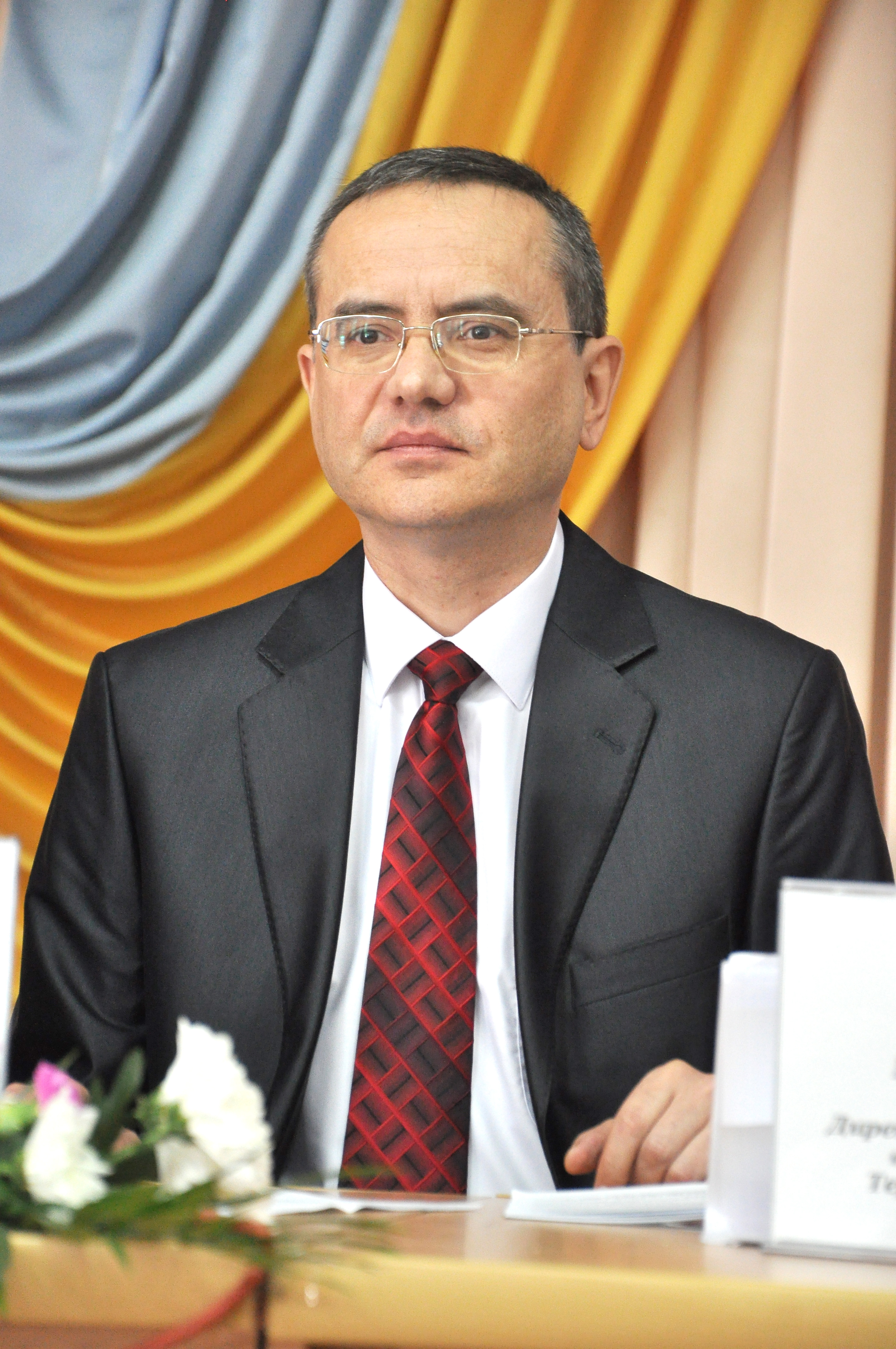
Recteur prof. Mykhailo Korda.

- 1957-1992 — l'Institut d'État de médecine de Ternopil.
- 1992-1997 — l'Institut d'État de médecine Ivan-Horbatchevsky de Ternopil.
- 1997-2004 — l'Académie d'État de médecine Ivan-Horbatchevsky de Ternopil.
- 2007-2019 — l'Université d'État de médecine Ivan-Horbatchevsky de Ternopil.
- depuis 2019 — l'Université nationale de médecine Ivan-Horbatchevsky de Ternopil[3].

Le premier numéro de 203 pharmacies a eu lieu en juin 1961.
En 1969, un déploiement préparatoire a été ouvert. Il a travaillé jusqu'en 1992 et a été reconstitué en 1997 aux ressortissants étrangers.
En 2015, l'université est devenue membre de l'Association des universités européennes (EUA) et en 2016, elle est entrée dans le programme d'université balte (BUP).
Le 27 septembre 2016, un centre de formation de simulation a été ouvert.

## Organisation
L'université est actuellement constituée de quatre facultés:
- médical
- pharmaceutique
- dentaire
- étudiants étrangers

Instituts pédagogiques et scientifiques:
- morphologie;
- problèmes médicaux et biologiques;
- pharmacologie, hygiène et biochimie médicale M. P. Skakun;
- modélisation et analyse des processus pathologiques;
- soins infirmiers;
- formation postdoctorale.

Il y a plus de 57 départements dans l'université.

### Musées
L'université gère plusieurs musées comme le musée Ivan-Horbatchevsky, un musée d'anatomie, d'histoire de la médecine, musée Leonod Kovaltchouk.

## Éducation et science
Plus de 6 085 étudiants étudient à l'université, dont plus de 1 700 citoyens étrangers originaires de 68 pays, dont plus de 90 % étudient en anglais.
La recherche scientifique est effectuée dans cinq laboratoires scientifiques.

## Activité internationale
L'Université coopère avec 69 établissements médicaux et d'enseignement étrangers et des établissements de santé de plus de 20 pays du monde en particulier Université Toulouse-III-Paul-Sabatier,,.
Depuis 2006 sur la base du complexe éducatif "Chervona kalyna" chaque été ils partent dans les "Universités d'été pour étudiants".

## Diplômés
Au total, plus de 26 000 étudiants ont été diplômés de l'Université, dont 2 360 étudiants d'origine internationale.

## Réalisations
Selon les résultats du système d'évaluation "Krok", l'université occupe constamment la première place parmi les établissements d'enseignement médical supérieur de l'Ukraine.
En 2017, l'université se classait à la 7e place parmi les universités d'Ukraine et à la 1re place des universités médicales d'Ukraine dans le classement du portail international de l'éducation «4 International Colleges & Universities».
Certificat et norme internationale ISO 9001: 2015 (gestion de la qualité) pour les activités éducatives et scientifiques conformes aux normes internationales (2017).

## Galerie

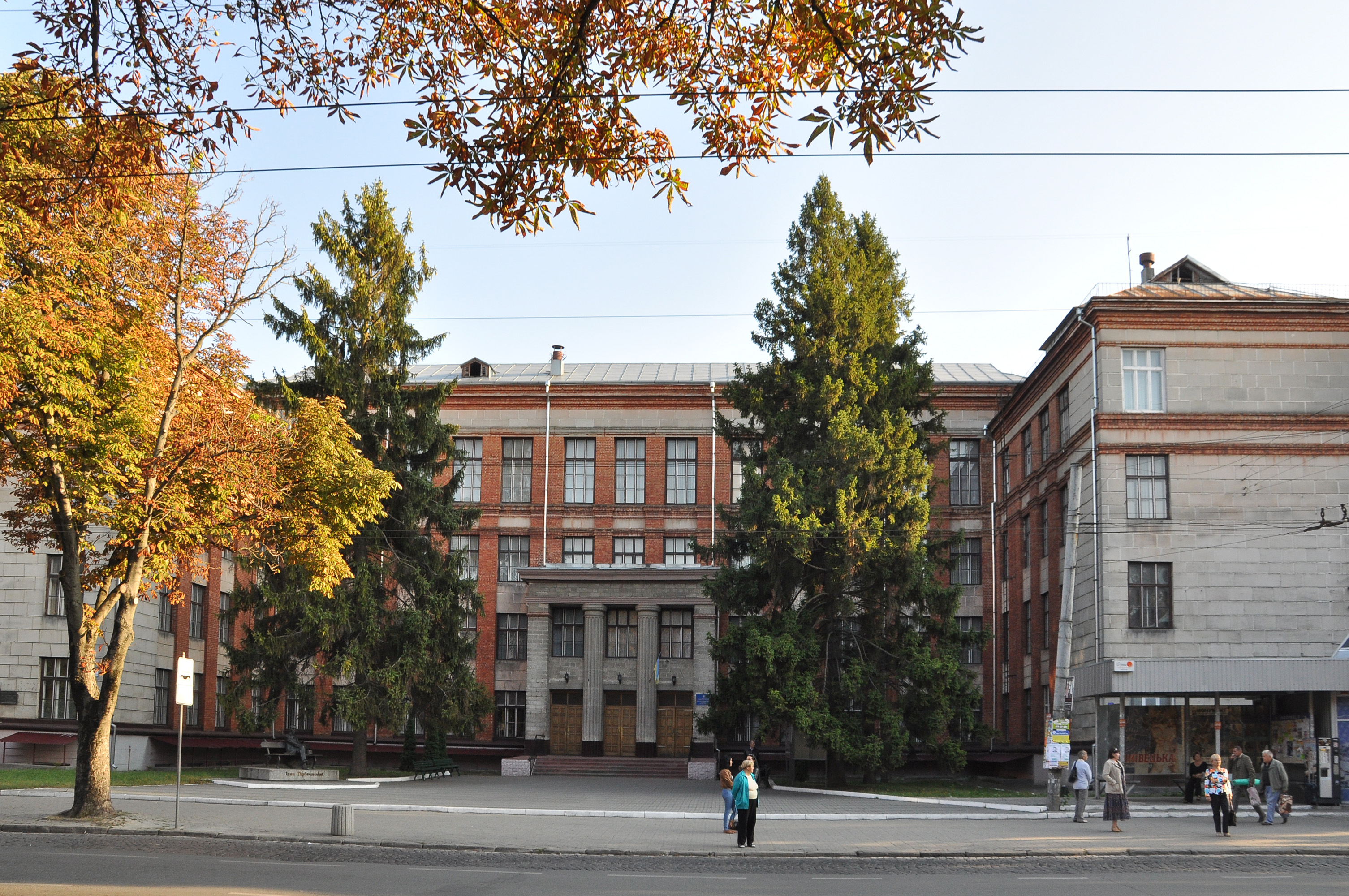
Bâtiment classé[17].
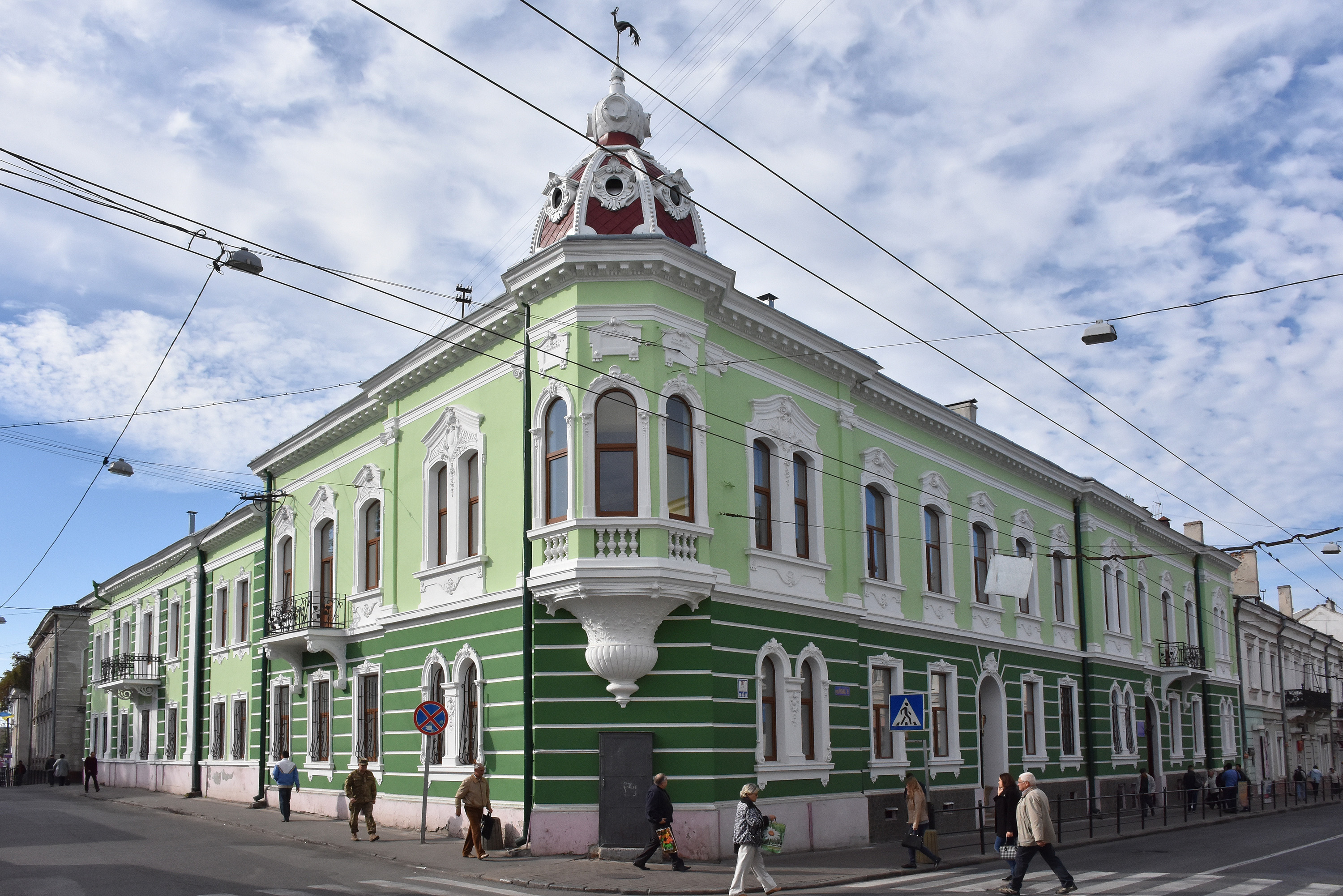
Bâtiment classé[18].
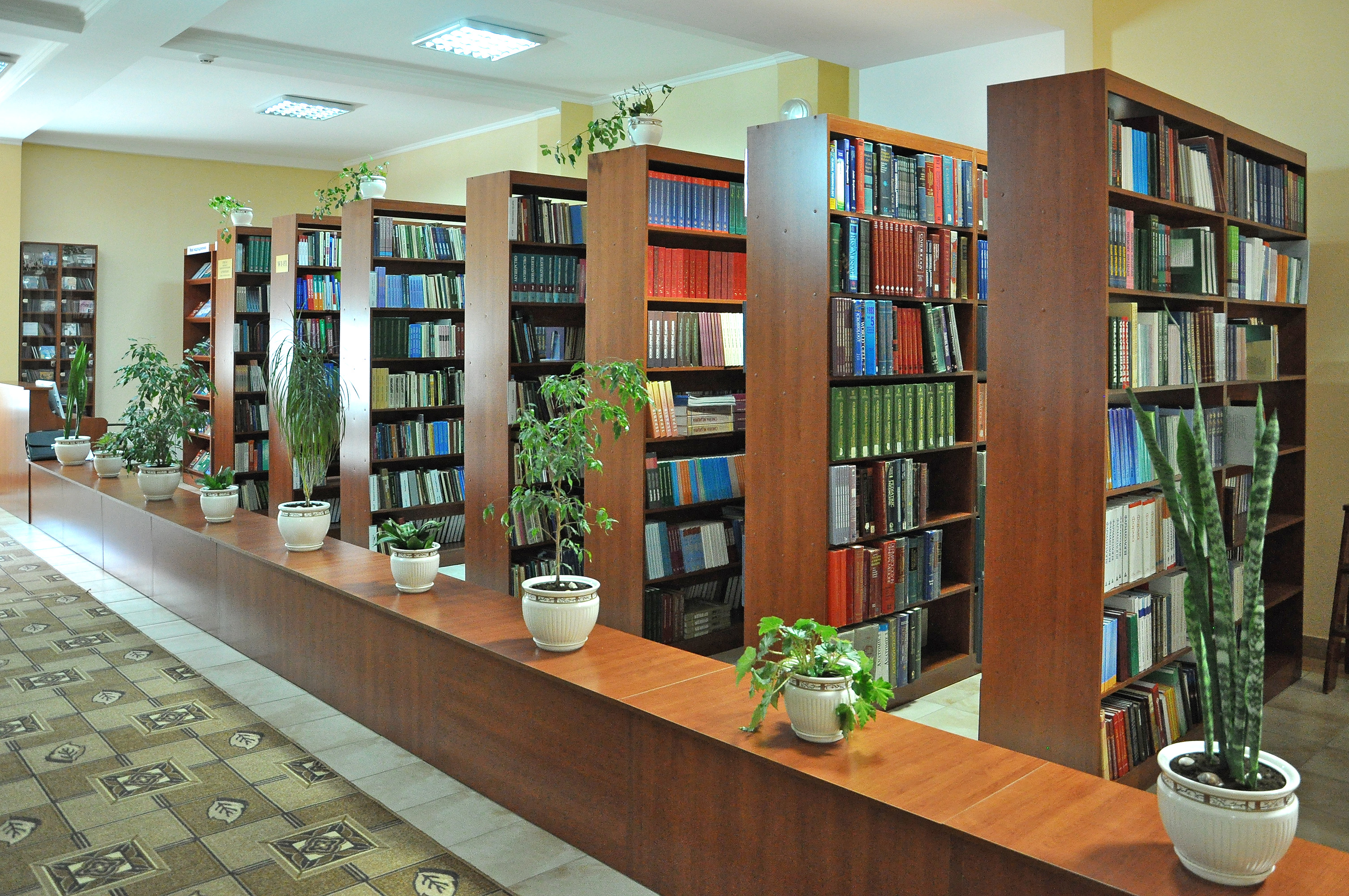
bibliothèque,
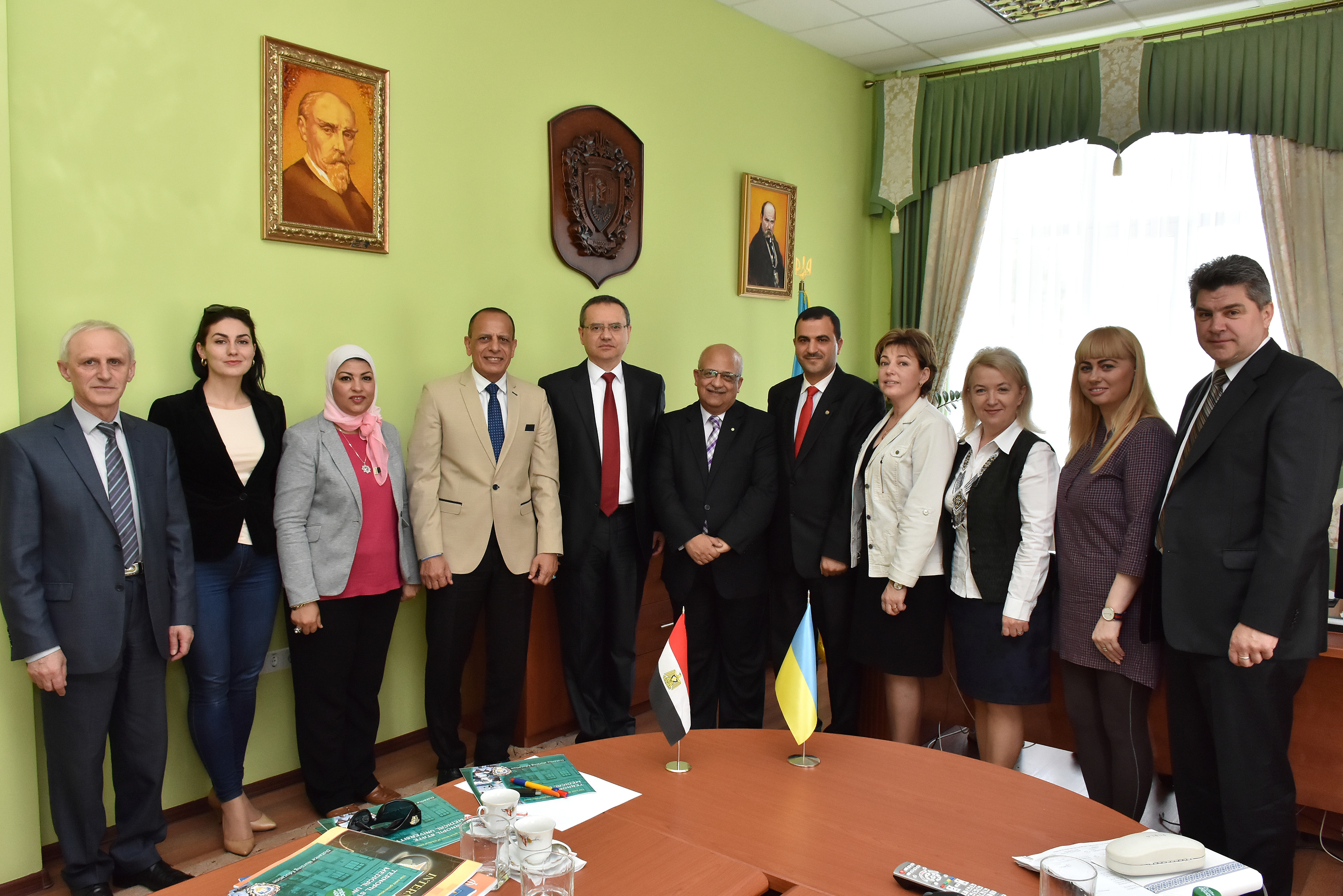
déplacement à Mansoura en Egypte.